# Immortal perdedora

Animació de la partida

La Immortal perdedora és una partida d'escacs disputada entre el Gran Mestre Internacional sovètic David Bronstein i el Mestre Internacional polonès Bogdan Śliwa el 1957 a Gotha. El nom al·ludeix a la famosa Partida Immortal disputada entre Adolf Anderssen i Lionel Kieseritzky. La partida duu el nom de "perdedora" perquè Bronstein, en posició completament perduda, va parar una sèrie d'elegants paranys en un intent de capgirar el resultat i obtenir la victòria a partir d'una partida perduda, tot i que finalment Śliwa els va esquivar i va poder acabar guanyant.
|  |

## La partida
Blanques: Bogdan Śliwa   Negres: David Bronstein   Obertura: ECO A81
1. d4 f5 2. g3 g6 3. Ag2 Ag7 4. Cc3 Cf6
Ambdós jugadors han fianquetat els alfils. Si les blanques haguessin fet l'actualment estàndard 4.c4 enlloc de 4.Cc3, s'hauria assolit la variant Leningrad de la defensa holandesa.
5. Ag5 Cc6 6. Dd2 d6 7. h4 e6 8. 0-0-0 h6 9. Af4 Ad7 10. e4 fxe4 11. Cxe4 Cd5 12. Ce2 De7 13. c4 Cb6?
És millor 13...Cxf4 14.Cxf4 Df7.
14. c5! dxc5 15. Axc7! 0-0? 16. Ad6
Les blanques guanyen la qualitat tot enfilant la dama i torre negres.
16... Df7 17. Axf8 Txf8 18. dxc5 Cd5 19. f4 Td8 20. C2c3 Cdb4? 21. Cd6 Df8 22. Cxb7 Cd4!
Si 22...Tb8 llavors 23.Dxd7 +−.
|   | a | b | c | d | e | f | g | h |   |
| 8 | d8 blanques cavall · f8 negres dama · g8 negres rei · a7 negres peó · g7 negres alfil · e6 negres peó · g6 negres peó · h6 negres peó · b5 negres alfil · c5 blanques peó · b4 negres cavall · d4 negres cavall · f4 blanques peó · h4 blanques peó · c3 blanques cavall · g3 blanques peó · a2 blanques peó · b2 blanques peó · d2 blanques dama · g2 blanques alfil · c1 blanques rei · d1 blanques torre · h1 blanques torre | d8 blanques cavall · f8 negres dama · g8 negres rei · a7 negres peó · g7 negres alfil · e6 negres peó · g6 negres peó · h6 negres peó · b5 negres alfil · c5 blanques peó · b4 negres cavall · d4 negres cavall · f4 blanques peó · h4 blanques peó · c3 blanques cavall · g3 blanques peó · a2 blanques peó · b2 blanques peó · d2 blanques dama · g2 blanques alfil · c1 blanques rei · d1 blanques torre · h1 blanques torre | d8 blanques cavall · f8 negres dama · g8 negres rei · a7 negres peó · g7 negres alfil · e6 negres peó · g6 negres peó · h6 negres peó · b5 negres alfil · c5 blanques peó · b4 negres cavall · d4 negres cavall · f4 blanques peó · h4 blanques peó · c3 blanques cavall · g3 blanques peó · a2 blanques peó · b2 blanques peó · d2 blanques dama · g2 blanques alfil · c1 blanques rei · d1 blanques torre · h1 blanques torre | d8 blanques cavall · f8 negres dama · g8 negres rei · a7 negres peó · g7 negres alfil · e6 negres peó · g6 negres peó · h6 negres peó · b5 negres alfil · c5 blanques peó · b4 negres cavall · d4 negres cavall · f4 blanques peó · h4 blanques peó · c3 blanques cavall · g3 blanques peó · a2 blanques peó · b2 blanques peó · d2 blanques dama · g2 blanques alfil · c1 blanques rei · d1 blanques torre · h1 blanques torre | d8 blanques cavall · f8 negres dama · g8 negres rei · a7 negres peó · g7 negres alfil · e6 negres peó · g6 negres peó · h6 negres peó · b5 negres alfil · c5 blanques peó · b4 negres cavall · d4 negres cavall · f4 blanques peó · h4 blanques peó · c3 blanques cavall · g3 blanques peó · a2 blanques peó · b2 blanques peó · d2 blanques dama · g2 blanques alfil · c1 blanques rei · d1 blanques torre · h1 blanques torre | d8 blanques cavall · f8 negres dama · g8 negres rei · a7 negres peó · g7 negres alfil · e6 negres peó · g6 negres peó · h6 negres peó · b5 negres alfil · c5 blanques peó · b4 negres cavall · d4 negres cavall · f4 blanques peó · h4 blanques peó · c3 blanques cavall · g3 blanques peó · a2 blanques peó · b2 blanques peó · d2 blanques dama · g2 blanques alfil · c1 blanques rei · d1 blanques torre · h1 blanques torre | d8 blanques cavall · f8 negres dama · g8 negres rei · a7 negres peó · g7 negres alfil · e6 negres peó · g6 negres peó · h6 negres peó · b5 negres alfil · c5 blanques peó · b4 negres cavall · d4 negres cavall · f4 blanques peó · h4 blanques peó · c3 blanques cavall · g3 blanques peó · a2 blanques peó · b2 blanques peó · d2 blanques dama · g2 blanques alfil · c1 blanques rei · d1 blanques torre · h1 blanques torre | d8 blanques cavall · f8 negres dama · g8 negres rei · a7 negres peó · g7 negres alfil · e6 negres peó · g6 negres peó · h6 negres peó · b5 negres alfil · c5 blanques peó · b4 negres cavall · d4 negres cavall · f4 blanques peó · h4 blanques peó · c3 blanques cavall · g3 blanques peó · a2 blanques peó · b2 blanques peó · d2 blanques dama · g2 blanques alfil · c1 blanques rei · d1 blanques torre · h1 blanques torre | 8 |
| 7 | d8 blanques cavall · f8 negres dama · g8 negres rei · a7 negres peó · g7 negres alfil · e6 negres peó · g6 negres peó · h6 negres peó · b5 negres alfil · c5 blanques peó · b4 negres cavall · d4 negres cavall · f4 blanques peó · h4 blanques peó · c3 blanques cavall · g3 blanques peó · a2 blanques peó · b2 blanques peó · d2 blanques dama · g2 blanques alfil · c1 blanques rei · d1 blanques torre · h1 blanques torre | d8 blanques cavall · f8 negres dama · g8 negres rei · a7 negres peó · g7 negres alfil · e6 negres peó · g6 negres peó · h6 negres peó · b5 negres alfil · c5 blanques peó · b4 negres cavall · d4 negres cavall · f4 blanques peó · h4 blanques peó · c3 blanques cavall · g3 blanques peó · a2 blanques peó · b2 blanques peó · d2 blanques dama · g2 blanques alfil · c1 blanques rei · d1 blanques torre · h1 blanques torre | d8 blanques cavall · f8 negres dama · g8 negres rei · a7 negres peó · g7 negres alfil · e6 negres peó · g6 negres peó · h6 negres peó · b5 negres alfil · c5 blanques peó · b4 negres cavall · d4 negres cavall · f4 blanques peó · h4 blanques peó · c3 blanques cavall · g3 blanques peó · a2 blanques peó · b2 blanques peó · d2 blanques dama · g2 blanques alfil · c1 blanques rei · d1 blanques torre · h1 blanques torre | d8 blanques cavall · f8 negres dama · g8 negres rei · a7 negres peó · g7 negres alfil · e6 negres peó · g6 negres peó · h6 negres peó · b5 negres alfil · c5 blanques peó · b4 negres cavall · d4 negres cavall · f4 blanques peó · h4 blanques peó · c3 blanques cavall · g3 blanques peó · a2 blanques peó · b2 blanques peó · d2 blanques dama · g2 blanques alfil · c1 blanques rei · d1 blanques torre · h1 blanques torre | d8 blanques cavall · f8 negres dama · g8 negres rei · a7 negres peó · g7 negres alfil · e6 negres peó · g6 negres peó · h6 negres peó · b5 negres alfil · c5 blanques peó · b4 negres cavall · d4 negres cavall · f4 blanques peó · h4 blanques peó · c3 blanques cavall · g3 blanques peó · a2 blanques peó · b2 blanques peó · d2 blanques dama · g2 blanques alfil · c1 blanques rei · d1 blanques torre · h1 blanques torre | d8 blanques cavall · f8 negres dama · g8 negres rei · a7 negres peó · g7 negres alfil · e6 negres peó · g6 negres peó · h6 negres peó · b5 negres alfil · c5 blanques peó · b4 negres cavall · d4 negres cavall · f4 blanques peó · h4 blanques peó · c3 blanques cavall · g3 blanques peó · a2 blanques peó · b2 blanques peó · d2 blanques dama · g2 blanques alfil · c1 blanques rei · d1 blanques torre · h1 blanques torre | d8 blanques cavall · f8 negres dama · g8 negres rei · a7 negres peó · g7 negres alfil · e6 negres peó · g6 negres peó · h6 negres peó · b5 negres alfil · c5 blanques peó · b4 negres cavall · d4 negres cavall · f4 blanques peó · h4 blanques peó · c3 blanques cavall · g3 blanques peó · a2 blanques peó · b2 blanques peó · d2 blanques dama · g2 blanques alfil · c1 blanques rei · d1 blanques torre · h1 blanques torre | d8 blanques cavall · f8 negres dama · g8 negres rei · a7 negres peó · g7 negres alfil · e6 negres peó · g6 negres peó · h6 negres peó · b5 negres alfil · c5 blanques peó · b4 negres cavall · d4 negres cavall · f4 blanques peó · h4 blanques peó · c3 blanques cavall · g3 blanques peó · a2 blanques peó · b2 blanques peó · d2 blanques dama · g2 blanques alfil · c1 blanques rei · d1 blanques torre · h1 blanques torre | 7 |
| 6 | d8 blanques cavall · f8 negres dama · g8 negres rei · a7 negres peó · g7 negres alfil · e6 negres peó · g6 negres peó · h6 negres peó · b5 negres alfil · c5 blanques peó · b4 negres cavall · d4 negres cavall · f4 blanques peó · h4 blanques peó · c3 blanques cavall · g3 blanques peó · a2 blanques peó · b2 blanques peó · d2 blanques dama · g2 blanques alfil · c1 blanques rei · d1 blanques torre · h1 blanques torre | d8 blanques cavall · f8 negres dama · g8 negres rei · a7 negres peó · g7 negres alfil · e6 negres peó · g6 negres peó · h6 negres peó · b5 negres alfil · c5 blanques peó · b4 negres cavall · d4 negres cavall · f4 blanques peó · h4 blanques peó · c3 blanques cavall · g3 blanques peó · a2 blanques peó · b2 blanques peó · d2 blanques dama · g2 blanques alfil · c1 blanques rei · d1 blanques torre · h1 blanques torre | d8 blanques cavall · f8 negres dama · g8 negres rei · a7 negres peó · g7 negres alfil · e6 negres peó · g6 negres peó · h6 negres peó · b5 negres alfil · c5 blanques peó · b4 negres cavall · d4 negres cavall · f4 blanques peó · h4 blanques peó · c3 blanques cavall · g3 blanques peó · a2 blanques peó · b2 blanques peó · d2 blanques dama · g2 blanques alfil · c1 blanques rei · d1 blanques torre · h1 blanques torre | d8 blanques cavall · f8 negres dama · g8 negres rei · a7 negres peó · g7 negres alfil · e6 negres peó · g6 negres peó · h6 negres peó · b5 negres alfil · c5 blanques peó · b4 negres cavall · d4 negres cavall · f4 blanques peó · h4 blanques peó · c3 blanques cavall · g3 blanques peó · a2 blanques peó · b2 blanques peó · d2 blanques dama · g2 blanques alfil · c1 blanques rei · d1 blanques torre · h1 blanques torre | d8 blanques cavall · f8 negres dama · g8 negres rei · a7 negres peó · g7 negres alfil · e6 negres peó · g6 negres peó · h6 negres peó · b5 negres alfil · c5 blanques peó · b4 negres cavall · d4 negres cavall · f4 blanques peó · h4 blanques peó · c3 blanques cavall · g3 blanques peó · a2 blanques peó · b2 blanques peó · d2 blanques dama · g2 blanques alfil · c1 blanques rei · d1 blanques torre · h1 blanques torre | d8 blanques cavall · f8 negres dama · g8 negres rei · a7 negres peó · g7 negres alfil · e6 negres peó · g6 negres peó · h6 negres peó · b5 negres alfil · c5 blanques peó · b4 negres cavall · d4 negres cavall · f4 blanques peó · h4 blanques peó · c3 blanques cavall · g3 blanques peó · a2 blanques peó · b2 blanques peó · d2 blanques dama · g2 blanques alfil · c1 blanques rei · d1 blanques torre · h1 blanques torre | d8 blanques cavall · f8 negres dama · g8 negres rei · a7 negres peó · g7 negres alfil · e6 negres peó · g6 negres peó · h6 negres peó · b5 negres alfil · c5 blanques peó · b4 negres cavall · d4 negres cavall · f4 blanques peó · h4 blanques peó · c3 blanques cavall · g3 blanques peó · a2 blanques peó · b2 blanques peó · d2 blanques dama · g2 blanques alfil · c1 blanques rei · d1 blanques torre · h1 blanques torre | d8 blanques cavall · f8 negres dama · g8 negres rei · a7 negres peó · g7 negres alfil · e6 negres peó · g6 negres peó · h6 negres peó · b5 negres alfil · c5 blanques peó · b4 negres cavall · d4 negres cavall · f4 blanques peó · h4 blanques peó · c3 blanques cavall · g3 blanques peó · a2 blanques peó · b2 blanques peó · d2 blanques dama · g2 blanques alfil · c1 blanques rei · d1 blanques torre · h1 blanques torre | 6 |
| 5 | d8 blanques cavall · f8 negres dama · g8 negres rei · a7 negres peó · g7 negres alfil · e6 negres peó · g6 negres peó · h6 negres peó · b5 negres alfil · c5 blanques peó · b4 negres cavall · d4 negres cavall · f4 blanques peó · h4 blanques peó · c3 blanques cavall · g3 blanques peó · a2 blanques peó · b2 blanques peó · d2 blanques dama · g2 blanques alfil · c1 blanques rei · d1 blanques torre · h1 blanques torre | d8 blanques cavall · f8 negres dama · g8 negres rei · a7 negres peó · g7 negres alfil · e6 negres peó · g6 negres peó · h6 negres peó · b5 negres alfil · c5 blanques peó · b4 negres cavall · d4 negres cavall · f4 blanques peó · h4 blanques peó · c3 blanques cavall · g3 blanques peó · a2 blanques peó · b2 blanques peó · d2 blanques dama · g2 blanques alfil · c1 blanques rei · d1 blanques torre · h1 blanques torre | d8 blanques cavall · f8 negres dama · g8 negres rei · a7 negres peó · g7 negres alfil · e6 negres peó · g6 negres peó · h6 negres peó · b5 negres alfil · c5 blanques peó · b4 negres cavall · d4 negres cavall · f4 blanques peó · h4 blanques peó · c3 blanques cavall · g3 blanques peó · a2 blanques peó · b2 blanques peó · d2 blanques dama · g2 blanques alfil · c1 blanques rei · d1 blanques torre · h1 blanques torre | d8 blanques cavall · f8 negres dama · g8 negres rei · a7 negres peó · g7 negres alfil · e6 negres peó · g6 negres peó · h6 negres peó · b5 negres alfil · c5 blanques peó · b4 negres cavall · d4 negres cavall · f4 blanques peó · h4 blanques peó · c3 blanques cavall · g3 blanques peó · a2 blanques peó · b2 blanques peó · d2 blanques dama · g2 blanques alfil · c1 blanques rei · d1 blanques torre · h1 blanques torre | d8 blanques cavall · f8 negres dama · g8 negres rei · a7 negres peó · g7 negres alfil · e6 negres peó · g6 negres peó · h6 negres peó · b5 negres alfil · c5 blanques peó · b4 negres cavall · d4 negres cavall · f4 blanques peó · h4 blanques peó · c3 blanques cavall · g3 blanques peó · a2 blanques peó · b2 blanques peó · d2 blanques dama · g2 blanques alfil · c1 blanques rei · d1 blanques torre · h1 blanques torre | d8 blanques cavall · f8 negres dama · g8 negres rei · a7 negres peó · g7 negres alfil · e6 negres peó · g6 negres peó · h6 negres peó · b5 negres alfil · c5 blanques peó · b4 negres cavall · d4 negres cavall · f4 blanques peó · h4 blanques peó · c3 blanques cavall · g3 blanques peó · a2 blanques peó · b2 blanques peó · d2 blanques dama · g2 blanques alfil · c1 blanques rei · d1 blanques torre · h1 blanques torre | d8 blanques cavall · f8 negres dama · g8 negres rei · a7 negres peó · g7 negres alfil · e6 negres peó · g6 negres peó · h6 negres peó · b5 negres alfil · c5 blanques peó · b4 negres cavall · d4 negres cavall · f4 blanques peó · h4 blanques peó · c3 blanques cavall · g3 blanques peó · a2 blanques peó · b2 blanques peó · d2 blanques dama · g2 blanques alfil · c1 blanques rei · d1 blanques torre · h1 blanques torre | d8 blanques cavall · f8 negres dama · g8 negres rei · a7 negres peó · g7 negres alfil · e6 negres peó · g6 negres peó · h6 negres peó · b5 negres alfil · c5 blanques peó · b4 negres cavall · d4 negres cavall · f4 blanques peó · h4 blanques peó · c3 blanques cavall · g3 blanques peó · a2 blanques peó · b2 blanques peó · d2 blanques dama · g2 blanques alfil · c1 blanques rei · d1 blanques torre · h1 blanques torre | 5 |
| 4 | d8 blanques cavall · f8 negres dama · g8 negres rei · a7 negres peó · g7 negres alfil · e6 negres peó · g6 negres peó · h6 negres peó · b5 negres alfil · c5 blanques peó · b4 negres cavall · d4 negres cavall · f4 blanques peó · h4 blanques peó · c3 blanques cavall · g3 blanques peó · a2 blanques peó · b2 blanques peó · d2 blanques dama · g2 blanques alfil · c1 blanques rei · d1 blanques torre · h1 blanques torre | d8 blanques cavall · f8 negres dama · g8 negres rei · a7 negres peó · g7 negres alfil · e6 negres peó · g6 negres peó · h6 negres peó · b5 negres alfil · c5 blanques peó · b4 negres cavall · d4 negres cavall · f4 blanques peó · h4 blanques peó · c3 blanques cavall · g3 blanques peó · a2 blanques peó · b2 blanques peó · d2 blanques dama · g2 blanques alfil · c1 blanques rei · d1 blanques torre · h1 blanques torre | d8 blanques cavall · f8 negres dama · g8 negres rei · a7 negres peó · g7 negres alfil · e6 negres peó · g6 negres peó · h6 negres peó · b5 negres alfil · c5 blanques peó · b4 negres cavall · d4 negres cavall · f4 blanques peó · h4 blanques peó · c3 blanques cavall · g3 blanques peó · a2 blanques peó · b2 blanques peó · d2 blanques dama · g2 blanques alfil · c1 blanques rei · d1 blanques torre · h1 blanques torre | d8 blanques cavall · f8 negres dama · g8 negres rei · a7 negres peó · g7 negres alfil · e6 negres peó · g6 negres peó · h6 negres peó · b5 negres alfil · c5 blanques peó · b4 negres cavall · d4 negres cavall · f4 blanques peó · h4 blanques peó · c3 blanques cavall · g3 blanques peó · a2 blanques peó · b2 blanques peó · d2 blanques dama · g2 blanques alfil · c1 blanques rei · d1 blanques torre · h1 blanques torre | d8 blanques cavall · f8 negres dama · g8 negres rei · a7 negres peó · g7 negres alfil · e6 negres peó · g6 negres peó · h6 negres peó · b5 negres alfil · c5 blanques peó · b4 negres cavall · d4 negres cavall · f4 blanques peó · h4 blanques peó · c3 blanques cavall · g3 blanques peó · a2 blanques peó · b2 blanques peó · d2 blanques dama · g2 blanques alfil · c1 blanques rei · d1 blanques torre · h1 blanques torre | d8 blanques cavall · f8 negres dama · g8 negres rei · a7 negres peó · g7 negres alfil · e6 negres peó · g6 negres peó · h6 negres peó · b5 negres alfil · c5 blanques peó · b4 negres cavall · d4 negres cavall · f4 blanques peó · h4 blanques peó · c3 blanques cavall · g3 blanques peó · a2 blanques peó · b2 blanques peó · d2 blanques dama · g2 blanques alfil · c1 blanques rei · d1 blanques torre · h1 blanques torre | d8 blanques cavall · f8 negres dama · g8 negres rei · a7 negres peó · g7 negres alfil · e6 negres peó · g6 negres peó · h6 negres peó · b5 negres alfil · c5 blanques peó · b4 negres cavall · d4 negres cavall · f4 blanques peó · h4 blanques peó · c3 blanques cavall · g3 blanques peó · a2 blanques peó · b2 blanques peó · d2 blanques dama · g2 blanques alfil · c1 blanques rei · d1 blanques torre · h1 blanques torre | d8 blanques cavall · f8 negres dama · g8 negres rei · a7 negres peó · g7 negres alfil · e6 negres peó · g6 negres peó · h6 negres peó · b5 negres alfil · c5 blanques peó · b4 negres cavall · d4 negres cavall · f4 blanques peó · h4 blanques peó · c3 blanques cavall · g3 blanques peó · a2 blanques peó · b2 blanques peó · d2 blanques dama · g2 blanques alfil · c1 blanques rei · d1 blanques torre · h1 blanques torre | 4 |
| 3 | d8 blanques cavall · f8 negres dama · g8 negres rei · a7 negres peó · g7 negres alfil · e6 negres peó · g6 negres peó · h6 negres peó · b5 negres alfil · c5 blanques peó · b4 negres cavall · d4 negres cavall · f4 blanques peó · h4 blanques peó · c3 blanques cavall · g3 blanques peó · a2 blanques peó · b2 blanques peó · d2 blanques dama · g2 blanques alfil · c1 blanques rei · d1 blanques torre · h1 blanques torre | d8 blanques cavall · f8 negres dama · g8 negres rei · a7 negres peó · g7 negres alfil · e6 negres peó · g6 negres peó · h6 negres peó · b5 negres alfil · c5 blanques peó · b4 negres cavall · d4 negres cavall · f4 blanques peó · h4 blanques peó · c3 blanques cavall · g3 blanques peó · a2 blanques peó · b2 blanques peó · d2 blanques dama · g2 blanques alfil · c1 blanques rei · d1 blanques torre · h1 blanques torre | d8 blanques cavall · f8 negres dama · g8 negres rei · a7 negres peó · g7 negres alfil · e6 negres peó · g6 negres peó · h6 negres peó · b5 negres alfil · c5 blanques peó · b4 negres cavall · d4 negres cavall · f4 blanques peó · h4 blanques peó · c3 blanques cavall · g3 blanques peó · a2 blanques peó · b2 blanques peó · d2 blanques dama · g2 blanques alfil · c1 blanques rei · d1 blanques torre · h1 blanques torre | d8 blanques cavall · f8 negres dama · g8 negres rei · a7 negres peó · g7 negres alfil · e6 negres peó · g6 negres peó · h6 negres peó · b5 negres alfil · c5 blanques peó · b4 negres cavall · d4 negres cavall · f4 blanques peó · h4 blanques peó · c3 blanques cavall · g3 blanques peó · a2 blanques peó · b2 blanques peó · d2 blanques dama · g2 blanques alfil · c1 blanques rei · d1 blanques torre · h1 blanques torre | d8 blanques cavall · f8 negres dama · g8 negres rei · a7 negres peó · g7 negres alfil · e6 negres peó · g6 negres peó · h6 negres peó · b5 negres alfil · c5 blanques peó · b4 negres cavall · d4 negres cavall · f4 blanques peó · h4 blanques peó · c3 blanques cavall · g3 blanques peó · a2 blanques peó · b2 blanques peó · d2 blanques dama · g2 blanques alfil · c1 blanques rei · d1 blanques torre · h1 blanques torre | d8 blanques cavall · f8 negres dama · g8 negres rei · a7 negres peó · g7 negres alfil · e6 negres peó · g6 negres peó · h6 negres peó · b5 negres alfil · c5 blanques peó · b4 negres cavall · d4 negres cavall · f4 blanques peó · h4 blanques peó · c3 blanques cavall · g3 blanques peó · a2 blanques peó · b2 blanques peó · d2 blanques dama · g2 blanques alfil · c1 blanques rei · d1 blanques torre · h1 blanques torre | d8 blanques cavall · f8 negres dama · g8 negres rei · a7 negres peó · g7 negres alfil · e6 negres peó · g6 negres peó · h6 negres peó · b5 negres alfil · c5 blanques peó · b4 negres cavall · d4 negres cavall · f4 blanques peó · h4 blanques peó · c3 blanques cavall · g3 blanques peó · a2 blanques peó · b2 blanques peó · d2 blanques dama · g2 blanques alfil · c1 blanques rei · d1 blanques torre · h1 blanques torre | d8 blanques cavall · f8 negres dama · g8 negres rei · a7 negres peó · g7 negres alfil · e6 negres peó · g6 negres peó · h6 negres peó · b5 negres alfil · c5 blanques peó · b4 negres cavall · d4 negres cavall · f4 blanques peó · h4 blanques peó · c3 blanques cavall · g3 blanques peó · a2 blanques peó · b2 blanques peó · d2 blanques dama · g2 blanques alfil · c1 blanques rei · d1 blanques torre · h1 blanques torre | 3 |
| 2 | d8 blanques cavall · f8 negres dama · g8 negres rei · a7 negres peó · g7 negres alfil · e6 negres peó · g6 negres peó · h6 negres peó · b5 negres alfil · c5 blanques peó · b4 negres cavall · d4 negres cavall · f4 blanques peó · h4 blanques peó · c3 blanques cavall · g3 blanques peó · a2 blanques peó · b2 blanques peó · d2 blanques dama · g2 blanques alfil · c1 blanques rei · d1 blanques torre · h1 blanques torre | d8 blanques cavall · f8 negres dama · g8 negres rei · a7 negres peó · g7 negres alfil · e6 negres peó · g6 negres peó · h6 negres peó · b5 negres alfil · c5 blanques peó · b4 negres cavall · d4 negres cavall · f4 blanques peó · h4 blanques peó · c3 blanques cavall · g3 blanques peó · a2 blanques peó · b2 blanques peó · d2 blanques dama · g2 blanques alfil · c1 blanques rei · d1 blanques torre · h1 blanques torre | d8 blanques cavall · f8 negres dama · g8 negres rei · a7 negres peó · g7 negres alfil · e6 negres peó · g6 negres peó · h6 negres peó · b5 negres alfil · c5 blanques peó · b4 negres cavall · d4 negres cavall · f4 blanques peó · h4 blanques peó · c3 blanques cavall · g3 blanques peó · a2 blanques peó · b2 blanques peó · d2 blanques dama · g2 blanques alfil · c1 blanques rei · d1 blanques torre · h1 blanques torre | d8 blanques cavall · f8 negres dama · g8 negres rei · a7 negres peó · g7 negres alfil · e6 negres peó · g6 negres peó · h6 negres peó · b5 negres alfil · c5 blanques peó · b4 negres cavall · d4 negres cavall · f4 blanques peó · h4 blanques peó · c3 blanques cavall · g3 blanques peó · a2 blanques peó · b2 blanques peó · d2 blanques dama · g2 blanques alfil · c1 blanques rei · d1 blanques torre · h1 blanques torre | d8 blanques cavall · f8 negres dama · g8 negres rei · a7 negres peó · g7 negres alfil · e6 negres peó · g6 negres peó · h6 negres peó · b5 negres alfil · c5 blanques peó · b4 negres cavall · d4 negres cavall · f4 blanques peó · h4 blanques peó · c3 blanques cavall · g3 blanques peó · a2 blanques peó · b2 blanques peó · d2 blanques dama · g2 blanques alfil · c1 blanques rei · d1 blanques torre · h1 blanques torre | d8 blanques cavall · f8 negres dama · g8 negres rei · a7 negres peó · g7 negres alfil · e6 negres peó · g6 negres peó · h6 negres peó · b5 negres alfil · c5 blanques peó · b4 negres cavall · d4 negres cavall · f4 blanques peó · h4 blanques peó · c3 blanques cavall · g3 blanques peó · a2 blanques peó · b2 blanques peó · d2 blanques dama · g2 blanques alfil · c1 blanques rei · d1 blanques torre · h1 blanques torre | d8 blanques cavall · f8 negres dama · g8 negres rei · a7 negres peó · g7 negres alfil · e6 negres peó · g6 negres peó · h6 negres peó · b5 negres alfil · c5 blanques peó · b4 negres cavall · d4 negres cavall · f4 blanques peó · h4 blanques peó · c3 blanques cavall · g3 blanques peó · a2 blanques peó · b2 blanques peó · d2 blanques dama · g2 blanques alfil · c1 blanques rei · d1 blanques torre · h1 blanques torre | d8 blanques cavall · f8 negres dama · g8 negres rei · a7 negres peó · g7 negres alfil · e6 negres peó · g6 negres peó · h6 negres peó · b5 negres alfil · c5 blanques peó · b4 negres cavall · d4 negres cavall · f4 blanques peó · h4 blanques peó · c3 blanques cavall · g3 blanques peó · a2 blanques peó · b2 blanques peó · d2 blanques dama · g2 blanques alfil · c1 blanques rei · d1 blanques torre · h1 blanques torre | 2 |
| 1 | d8 blanques cavall · f8 negres dama · g8 negres rei · a7 negres peó · g7 negres alfil · e6 negres peó · g6 negres peó · h6 negres peó · b5 negres alfil · c5 blanques peó · b4 negres cavall · d4 negres cavall · f4 blanques peó · h4 blanques peó · c3 blanques cavall · g3 blanques peó · a2 blanques peó · b2 blanques peó · d2 blanques dama · g2 blanques alfil · c1 blanques rei · d1 blanques torre · h1 blanques torre | d8 blanques cavall · f8 negres dama · g8 negres rei · a7 negres peó · g7 negres alfil · e6 negres peó · g6 negres peó · h6 negres peó · b5 negres alfil · c5 blanques peó · b4 negres cavall · d4 negres cavall · f4 blanques peó · h4 blanques peó · c3 blanques cavall · g3 blanques peó · a2 blanques peó · b2 blanques peó · d2 blanques dama · g2 blanques alfil · c1 blanques rei · d1 blanques torre · h1 blanques torre | d8 blanques cavall · f8 negres dama · g8 negres rei · a7 negres peó · g7 negres alfil · e6 negres peó · g6 negres peó · h6 negres peó · b5 negres alfil · c5 blanques peó · b4 negres cavall · d4 negres cavall · f4 blanques peó · h4 blanques peó · c3 blanques cavall · g3 blanques peó · a2 blanques peó · b2 blanques peó · d2 blanques dama · g2 blanques alfil · c1 blanques rei · d1 blanques torre · h1 blanques torre | d8 blanques cavall · f8 negres dama · g8 negres rei · a7 negres peó · g7 negres alfil · e6 negres peó · g6 negres peó · h6 negres peó · b5 negres alfil · c5 blanques peó · b4 negres cavall · d4 negres cavall · f4 blanques peó · h4 blanques peó · c3 blanques cavall · g3 blanques peó · a2 blanques peó · b2 blanques peó · d2 blanques dama · g2 blanques alfil · c1 blanques rei · d1 blanques torre · h1 blanques torre | d8 blanques cavall · f8 negres dama · g8 negres rei · a7 negres peó · g7 negres alfil · e6 negres peó · g6 negres peó · h6 negres peó · b5 negres alfil · c5 blanques peó · b4 negres cavall · d4 negres cavall · f4 blanques peó · h4 blanques peó · c3 blanques cavall · g3 blanques peó · a2 blanques peó · b2 blanques peó · d2 blanques dama · g2 blanques alfil · c1 blanques rei · d1 blanques torre · h1 blanques torre | d8 blanques cavall · f8 negres dama · g8 negres rei · a7 negres peó · g7 negres alfil · e6 negres peó · g6 negres peó · h6 negres peó · b5 negres alfil · c5 blanques peó · b4 negres cavall · d4 negres cavall · f4 blanques peó · h4 blanques peó · c3 blanques cavall · g3 blanques peó · a2 blanques peó · b2 blanques peó · d2 blanques dama · g2 blanques alfil · c1 blanques rei · d1 blanques torre · h1 blanques torre | d8 blanques cavall · f8 negres dama · g8 negres rei · a7 negres peó · g7 negres alfil · e6 negres peó · g6 negres peó · h6 negres peó · b5 negres alfil · c5 blanques peó · b4 negres cavall · d4 negres cavall · f4 blanques peó · h4 blanques peó · c3 blanques cavall · g3 blanques peó · a2 blanques peó · b2 blanques peó · d2 blanques dama · g2 blanques alfil · c1 blanques rei · d1 blanques torre · h1 blanques torre | d8 blanques cavall · f8 negres dama · g8 negres rei · a7 negres peó · g7 negres alfil · e6 negres peó · g6 negres peó · h6 negres peó · b5 negres alfil · c5 blanques peó · b4 negres cavall · d4 negres cavall · f4 blanques peó · h4 blanques peó · c3 blanques cavall · g3 blanques peó · a2 blanques peó · b2 blanques peó · d2 blanques dama · g2 blanques alfil · c1 blanques rei · d1 blanques torre · h1 blanques torre | 1 |
|   | a | b | c | d | e | f | g | h |   |

23. Cxd8 Ab5! (diagrama) 24. Cxe6!
Si 24.Cxb5?! llavors 24...Df5! i ara:
- 25.Cxd4?? Cxa2#
- 25.Dxb4?? Dc2#
- 25.Cc3?? Cxa2+! 26.Cxa2 Cb3#
- 25.Tde1?? Cxa2+ 26.Rd1 Db1+ 27.Dc1 Dxc1#
- 25.b3 Dxc5+ 26.Rb1! (26.Cc3?? Ce2+! 27.Dxe2 Dxc3+ 28.Rb1 Da1#) Df5+ 27.Rc1! Dc5+ taules per escac continu
- Les blanques probablement encara poden guanyar amb 25.Df2! Cxa2+ 26.Rd2 Cxb5 27.Re1

24... Ad3! 25. Ad5!
Si 25.Cxf8?? llavors 25...Cxa2+ 26.Cxa2 Cb3#.
|   | a | b | c | d | e | f | g | h |   |
| 8 | g8 negres rei · a7 negres peó · g7 negres alfil · g6 negres peó · h6 negres peó · c5 blanques peó · d5 negres dama · b4 negres cavall · d4 blanques cavall · f4 blanques peó · h4 blanques peó · c3 blanques cavall · d3 negres alfil · g3 blanques peó · a2 blanques peó · b2 blanques peó · d2 blanques dama · c1 blanques rei · d1 blanques torre · h1 blanques torre | g8 negres rei · a7 negres peó · g7 negres alfil · g6 negres peó · h6 negres peó · c5 blanques peó · d5 negres dama · b4 negres cavall · d4 blanques cavall · f4 blanques peó · h4 blanques peó · c3 blanques cavall · d3 negres alfil · g3 blanques peó · a2 blanques peó · b2 blanques peó · d2 blanques dama · c1 blanques rei · d1 blanques torre · h1 blanques torre | g8 negres rei · a7 negres peó · g7 negres alfil · g6 negres peó · h6 negres peó · c5 blanques peó · d5 negres dama · b4 negres cavall · d4 blanques cavall · f4 blanques peó · h4 blanques peó · c3 blanques cavall · d3 negres alfil · g3 blanques peó · a2 blanques peó · b2 blanques peó · d2 blanques dama · c1 blanques rei · d1 blanques torre · h1 blanques torre | g8 negres rei · a7 negres peó · g7 negres alfil · g6 negres peó · h6 negres peó · c5 blanques peó · d5 negres dama · b4 negres cavall · d4 blanques cavall · f4 blanques peó · h4 blanques peó · c3 blanques cavall · d3 negres alfil · g3 blanques peó · a2 blanques peó · b2 blanques peó · d2 blanques dama · c1 blanques rei · d1 blanques torre · h1 blanques torre | g8 negres rei · a7 negres peó · g7 negres alfil · g6 negres peó · h6 negres peó · c5 blanques peó · d5 negres dama · b4 negres cavall · d4 blanques cavall · f4 blanques peó · h4 blanques peó · c3 blanques cavall · d3 negres alfil · g3 blanques peó · a2 blanques peó · b2 blanques peó · d2 blanques dama · c1 blanques rei · d1 blanques torre · h1 blanques torre | g8 negres rei · a7 negres peó · g7 negres alfil · g6 negres peó · h6 negres peó · c5 blanques peó · d5 negres dama · b4 negres cavall · d4 blanques cavall · f4 blanques peó · h4 blanques peó · c3 blanques cavall · d3 negres alfil · g3 blanques peó · a2 blanques peó · b2 blanques peó · d2 blanques dama · c1 blanques rei · d1 blanques torre · h1 blanques torre | g8 negres rei · a7 negres peó · g7 negres alfil · g6 negres peó · h6 negres peó · c5 blanques peó · d5 negres dama · b4 negres cavall · d4 blanques cavall · f4 blanques peó · h4 blanques peó · c3 blanques cavall · d3 negres alfil · g3 blanques peó · a2 blanques peó · b2 blanques peó · d2 blanques dama · c1 blanques rei · d1 blanques torre · h1 blanques torre | g8 negres rei · a7 negres peó · g7 negres alfil · g6 negres peó · h6 negres peó · c5 blanques peó · d5 negres dama · b4 negres cavall · d4 blanques cavall · f4 blanques peó · h4 blanques peó · c3 blanques cavall · d3 negres alfil · g3 blanques peó · a2 blanques peó · b2 blanques peó · d2 blanques dama · c1 blanques rei · d1 blanques torre · h1 blanques torre | 8 |
| 7 | g8 negres rei · a7 negres peó · g7 negres alfil · g6 negres peó · h6 negres peó · c5 blanques peó · d5 negres dama · b4 negres cavall · d4 blanques cavall · f4 blanques peó · h4 blanques peó · c3 blanques cavall · d3 negres alfil · g3 blanques peó · a2 blanques peó · b2 blanques peó · d2 blanques dama · c1 blanques rei · d1 blanques torre · h1 blanques torre | g8 negres rei · a7 negres peó · g7 negres alfil · g6 negres peó · h6 negres peó · c5 blanques peó · d5 negres dama · b4 negres cavall · d4 blanques cavall · f4 blanques peó · h4 blanques peó · c3 blanques cavall · d3 negres alfil · g3 blanques peó · a2 blanques peó · b2 blanques peó · d2 blanques dama · c1 blanques rei · d1 blanques torre · h1 blanques torre | g8 negres rei · a7 negres peó · g7 negres alfil · g6 negres peó · h6 negres peó · c5 blanques peó · d5 negres dama · b4 negres cavall · d4 blanques cavall · f4 blanques peó · h4 blanques peó · c3 blanques cavall · d3 negres alfil · g3 blanques peó · a2 blanques peó · b2 blanques peó · d2 blanques dama · c1 blanques rei · d1 blanques torre · h1 blanques torre | g8 negres rei · a7 negres peó · g7 negres alfil · g6 negres peó · h6 negres peó · c5 blanques peó · d5 negres dama · b4 negres cavall · d4 blanques cavall · f4 blanques peó · h4 blanques peó · c3 blanques cavall · d3 negres alfil · g3 blanques peó · a2 blanques peó · b2 blanques peó · d2 blanques dama · c1 blanques rei · d1 blanques torre · h1 blanques torre | g8 negres rei · a7 negres peó · g7 negres alfil · g6 negres peó · h6 negres peó · c5 blanques peó · d5 negres dama · b4 negres cavall · d4 blanques cavall · f4 blanques peó · h4 blanques peó · c3 blanques cavall · d3 negres alfil · g3 blanques peó · a2 blanques peó · b2 blanques peó · d2 blanques dama · c1 blanques rei · d1 blanques torre · h1 blanques torre | g8 negres rei · a7 negres peó · g7 negres alfil · g6 negres peó · h6 negres peó · c5 blanques peó · d5 negres dama · b4 negres cavall · d4 blanques cavall · f4 blanques peó · h4 blanques peó · c3 blanques cavall · d3 negres alfil · g3 blanques peó · a2 blanques peó · b2 blanques peó · d2 blanques dama · c1 blanques rei · d1 blanques torre · h1 blanques torre | g8 negres rei · a7 negres peó · g7 negres alfil · g6 negres peó · h6 negres peó · c5 blanques peó · d5 negres dama · b4 negres cavall · d4 blanques cavall · f4 blanques peó · h4 blanques peó · c3 blanques cavall · d3 negres alfil · g3 blanques peó · a2 blanques peó · b2 blanques peó · d2 blanques dama · c1 blanques rei · d1 blanques torre · h1 blanques torre | g8 negres rei · a7 negres peó · g7 negres alfil · g6 negres peó · h6 negres peó · c5 blanques peó · d5 negres dama · b4 negres cavall · d4 blanques cavall · f4 blanques peó · h4 blanques peó · c3 blanques cavall · d3 negres alfil · g3 blanques peó · a2 blanques peó · b2 blanques peó · d2 blanques dama · c1 blanques rei · d1 blanques torre · h1 blanques torre | 7 |
| 6 | g8 negres rei · a7 negres peó · g7 negres alfil · g6 negres peó · h6 negres peó · c5 blanques peó · d5 negres dama · b4 negres cavall · d4 blanques cavall · f4 blanques peó · h4 blanques peó · c3 blanques cavall · d3 negres alfil · g3 blanques peó · a2 blanques peó · b2 blanques peó · d2 blanques dama · c1 blanques rei · d1 blanques torre · h1 blanques torre | g8 negres rei · a7 negres peó · g7 negres alfil · g6 negres peó · h6 negres peó · c5 blanques peó · d5 negres dama · b4 negres cavall · d4 blanques cavall · f4 blanques peó · h4 blanques peó · c3 blanques cavall · d3 negres alfil · g3 blanques peó · a2 blanques peó · b2 blanques peó · d2 blanques dama · c1 blanques rei · d1 blanques torre · h1 blanques torre | g8 negres rei · a7 negres peó · g7 negres alfil · g6 negres peó · h6 negres peó · c5 blanques peó · d5 negres dama · b4 negres cavall · d4 blanques cavall · f4 blanques peó · h4 blanques peó · c3 blanques cavall · d3 negres alfil · g3 blanques peó · a2 blanques peó · b2 blanques peó · d2 blanques dama · c1 blanques rei · d1 blanques torre · h1 blanques torre | g8 negres rei · a7 negres peó · g7 negres alfil · g6 negres peó · h6 negres peó · c5 blanques peó · d5 negres dama · b4 negres cavall · d4 blanques cavall · f4 blanques peó · h4 blanques peó · c3 blanques cavall · d3 negres alfil · g3 blanques peó · a2 blanques peó · b2 blanques peó · d2 blanques dama · c1 blanques rei · d1 blanques torre · h1 blanques torre | g8 negres rei · a7 negres peó · g7 negres alfil · g6 negres peó · h6 negres peó · c5 blanques peó · d5 negres dama · b4 negres cavall · d4 blanques cavall · f4 blanques peó · h4 blanques peó · c3 blanques cavall · d3 negres alfil · g3 blanques peó · a2 blanques peó · b2 blanques peó · d2 blanques dama · c1 blanques rei · d1 blanques torre · h1 blanques torre | g8 negres rei · a7 negres peó · g7 negres alfil · g6 negres peó · h6 negres peó · c5 blanques peó · d5 negres dama · b4 negres cavall · d4 blanques cavall · f4 blanques peó · h4 blanques peó · c3 blanques cavall · d3 negres alfil · g3 blanques peó · a2 blanques peó · b2 blanques peó · d2 blanques dama · c1 blanques rei · d1 blanques torre · h1 blanques torre | g8 negres rei · a7 negres peó · g7 negres alfil · g6 negres peó · h6 negres peó · c5 blanques peó · d5 negres dama · b4 negres cavall · d4 blanques cavall · f4 blanques peó · h4 blanques peó · c3 blanques cavall · d3 negres alfil · g3 blanques peó · a2 blanques peó · b2 blanques peó · d2 blanques dama · c1 blanques rei · d1 blanques torre · h1 blanques torre | g8 negres rei · a7 negres peó · g7 negres alfil · g6 negres peó · h6 negres peó · c5 blanques peó · d5 negres dama · b4 negres cavall · d4 blanques cavall · f4 blanques peó · h4 blanques peó · c3 blanques cavall · d3 negres alfil · g3 blanques peó · a2 blanques peó · b2 blanques peó · d2 blanques dama · c1 blanques rei · d1 blanques torre · h1 blanques torre | 6 |
| 5 | g8 negres rei · a7 negres peó · g7 negres alfil · g6 negres peó · h6 negres peó · c5 blanques peó · d5 negres dama · b4 negres cavall · d4 blanques cavall · f4 blanques peó · h4 blanques peó · c3 blanques cavall · d3 negres alfil · g3 blanques peó · a2 blanques peó · b2 blanques peó · d2 blanques dama · c1 blanques rei · d1 blanques torre · h1 blanques torre | g8 negres rei · a7 negres peó · g7 negres alfil · g6 negres peó · h6 negres peó · c5 blanques peó · d5 negres dama · b4 negres cavall · d4 blanques cavall · f4 blanques peó · h4 blanques peó · c3 blanques cavall · d3 negres alfil · g3 blanques peó · a2 blanques peó · b2 blanques peó · d2 blanques dama · c1 blanques rei · d1 blanques torre · h1 blanques torre | g8 negres rei · a7 negres peó · g7 negres alfil · g6 negres peó · h6 negres peó · c5 blanques peó · d5 negres dama · b4 negres cavall · d4 blanques cavall · f4 blanques peó · h4 blanques peó · c3 blanques cavall · d3 negres alfil · g3 blanques peó · a2 blanques peó · b2 blanques peó · d2 blanques dama · c1 blanques rei · d1 blanques torre · h1 blanques torre | g8 negres rei · a7 negres peó · g7 negres alfil · g6 negres peó · h6 negres peó · c5 blanques peó · d5 negres dama · b4 negres cavall · d4 blanques cavall · f4 blanques peó · h4 blanques peó · c3 blanques cavall · d3 negres alfil · g3 blanques peó · a2 blanques peó · b2 blanques peó · d2 blanques dama · c1 blanques rei · d1 blanques torre · h1 blanques torre | g8 negres rei · a7 negres peó · g7 negres alfil · g6 negres peó · h6 negres peó · c5 blanques peó · d5 negres dama · b4 negres cavall · d4 blanques cavall · f4 blanques peó · h4 blanques peó · c3 blanques cavall · d3 negres alfil · g3 blanques peó · a2 blanques peó · b2 blanques peó · d2 blanques dama · c1 blanques rei · d1 blanques torre · h1 blanques torre | g8 negres rei · a7 negres peó · g7 negres alfil · g6 negres peó · h6 negres peó · c5 blanques peó · d5 negres dama · b4 negres cavall · d4 blanques cavall · f4 blanques peó · h4 blanques peó · c3 blanques cavall · d3 negres alfil · g3 blanques peó · a2 blanques peó · b2 blanques peó · d2 blanques dama · c1 blanques rei · d1 blanques torre · h1 blanques torre | g8 negres rei · a7 negres peó · g7 negres alfil · g6 negres peó · h6 negres peó · c5 blanques peó · d5 negres dama · b4 negres cavall · d4 blanques cavall · f4 blanques peó · h4 blanques peó · c3 blanques cavall · d3 negres alfil · g3 blanques peó · a2 blanques peó · b2 blanques peó · d2 blanques dama · c1 blanques rei · d1 blanques torre · h1 blanques torre | g8 negres rei · a7 negres peó · g7 negres alfil · g6 negres peó · h6 negres peó · c5 blanques peó · d5 negres dama · b4 negres cavall · d4 blanques cavall · f4 blanques peó · h4 blanques peó · c3 blanques cavall · d3 negres alfil · g3 blanques peó · a2 blanques peó · b2 blanques peó · d2 blanques dama · c1 blanques rei · d1 blanques torre · h1 blanques torre | 5 |
| 4 | g8 negres rei · a7 negres peó · g7 negres alfil · g6 negres peó · h6 negres peó · c5 blanques peó · d5 negres dama · b4 negres cavall · d4 blanques cavall · f4 blanques peó · h4 blanques peó · c3 blanques cavall · d3 negres alfil · g3 blanques peó · a2 blanques peó · b2 blanques peó · d2 blanques dama · c1 blanques rei · d1 blanques torre · h1 blanques torre | g8 negres rei · a7 negres peó · g7 negres alfil · g6 negres peó · h6 negres peó · c5 blanques peó · d5 negres dama · b4 negres cavall · d4 blanques cavall · f4 blanques peó · h4 blanques peó · c3 blanques cavall · d3 negres alfil · g3 blanques peó · a2 blanques peó · b2 blanques peó · d2 blanques dama · c1 blanques rei · d1 blanques torre · h1 blanques torre | g8 negres rei · a7 negres peó · g7 negres alfil · g6 negres peó · h6 negres peó · c5 blanques peó · d5 negres dama · b4 negres cavall · d4 blanques cavall · f4 blanques peó · h4 blanques peó · c3 blanques cavall · d3 negres alfil · g3 blanques peó · a2 blanques peó · b2 blanques peó · d2 blanques dama · c1 blanques rei · d1 blanques torre · h1 blanques torre | g8 negres rei · a7 negres peó · g7 negres alfil · g6 negres peó · h6 negres peó · c5 blanques peó · d5 negres dama · b4 negres cavall · d4 blanques cavall · f4 blanques peó · h4 blanques peó · c3 blanques cavall · d3 negres alfil · g3 blanques peó · a2 blanques peó · b2 blanques peó · d2 blanques dama · c1 blanques rei · d1 blanques torre · h1 blanques torre | g8 negres rei · a7 negres peó · g7 negres alfil · g6 negres peó · h6 negres peó · c5 blanques peó · d5 negres dama · b4 negres cavall · d4 blanques cavall · f4 blanques peó · h4 blanques peó · c3 blanques cavall · d3 negres alfil · g3 blanques peó · a2 blanques peó · b2 blanques peó · d2 blanques dama · c1 blanques rei · d1 blanques torre · h1 blanques torre | g8 negres rei · a7 negres peó · g7 negres alfil · g6 negres peó · h6 negres peó · c5 blanques peó · d5 negres dama · b4 negres cavall · d4 blanques cavall · f4 blanques peó · h4 blanques peó · c3 blanques cavall · d3 negres alfil · g3 blanques peó · a2 blanques peó · b2 blanques peó · d2 blanques dama · c1 blanques rei · d1 blanques torre · h1 blanques torre | g8 negres rei · a7 negres peó · g7 negres alfil · g6 negres peó · h6 negres peó · c5 blanques peó · d5 negres dama · b4 negres cavall · d4 blanques cavall · f4 blanques peó · h4 blanques peó · c3 blanques cavall · d3 negres alfil · g3 blanques peó · a2 blanques peó · b2 blanques peó · d2 blanques dama · c1 blanques rei · d1 blanques torre · h1 blanques torre | g8 negres rei · a7 negres peó · g7 negres alfil · g6 negres peó · h6 negres peó · c5 blanques peó · d5 negres dama · b4 negres cavall · d4 blanques cavall · f4 blanques peó · h4 blanques peó · c3 blanques cavall · d3 negres alfil · g3 blanques peó · a2 blanques peó · b2 blanques peó · d2 blanques dama · c1 blanques rei · d1 blanques torre · h1 blanques torre | 4 |
| 3 | g8 negres rei · a7 negres peó · g7 negres alfil · g6 negres peó · h6 negres peó · c5 blanques peó · d5 negres dama · b4 negres cavall · d4 blanques cavall · f4 blanques peó · h4 blanques peó · c3 blanques cavall · d3 negres alfil · g3 blanques peó · a2 blanques peó · b2 blanques peó · d2 blanques dama · c1 blanques rei · d1 blanques torre · h1 blanques torre | g8 negres rei · a7 negres peó · g7 negres alfil · g6 negres peó · h6 negres peó · c5 blanques peó · d5 negres dama · b4 negres cavall · d4 blanques cavall · f4 blanques peó · h4 blanques peó · c3 blanques cavall · d3 negres alfil · g3 blanques peó · a2 blanques peó · b2 blanques peó · d2 blanques dama · c1 blanques rei · d1 blanques torre · h1 blanques torre | g8 negres rei · a7 negres peó · g7 negres alfil · g6 negres peó · h6 negres peó · c5 blanques peó · d5 negres dama · b4 negres cavall · d4 blanques cavall · f4 blanques peó · h4 blanques peó · c3 blanques cavall · d3 negres alfil · g3 blanques peó · a2 blanques peó · b2 blanques peó · d2 blanques dama · c1 blanques rei · d1 blanques torre · h1 blanques torre | g8 negres rei · a7 negres peó · g7 negres alfil · g6 negres peó · h6 negres peó · c5 blanques peó · d5 negres dama · b4 negres cavall · d4 blanques cavall · f4 blanques peó · h4 blanques peó · c3 blanques cavall · d3 negres alfil · g3 blanques peó · a2 blanques peó · b2 blanques peó · d2 blanques dama · c1 blanques rei · d1 blanques torre · h1 blanques torre | g8 negres rei · a7 negres peó · g7 negres alfil · g6 negres peó · h6 negres peó · c5 blanques peó · d5 negres dama · b4 negres cavall · d4 blanques cavall · f4 blanques peó · h4 blanques peó · c3 blanques cavall · d3 negres alfil · g3 blanques peó · a2 blanques peó · b2 blanques peó · d2 blanques dama · c1 blanques rei · d1 blanques torre · h1 blanques torre | g8 negres rei · a7 negres peó · g7 negres alfil · g6 negres peó · h6 negres peó · c5 blanques peó · d5 negres dama · b4 negres cavall · d4 blanques cavall · f4 blanques peó · h4 blanques peó · c3 blanques cavall · d3 negres alfil · g3 blanques peó · a2 blanques peó · b2 blanques peó · d2 blanques dama · c1 blanques rei · d1 blanques torre · h1 blanques torre | g8 negres rei · a7 negres peó · g7 negres alfil · g6 negres peó · h6 negres peó · c5 blanques peó · d5 negres dama · b4 negres cavall · d4 blanques cavall · f4 blanques peó · h4 blanques peó · c3 blanques cavall · d3 negres alfil · g3 blanques peó · a2 blanques peó · b2 blanques peó · d2 blanques dama · c1 blanques rei · d1 blanques torre · h1 blanques torre | g8 negres rei · a7 negres peó · g7 negres alfil · g6 negres peó · h6 negres peó · c5 blanques peó · d5 negres dama · b4 negres cavall · d4 blanques cavall · f4 blanques peó · h4 blanques peó · c3 blanques cavall · d3 negres alfil · g3 blanques peó · a2 blanques peó · b2 blanques peó · d2 blanques dama · c1 blanques rei · d1 blanques torre · h1 blanques torre | 3 |
| 2 | g8 negres rei · a7 negres peó · g7 negres alfil · g6 negres peó · h6 negres peó · c5 blanques peó · d5 negres dama · b4 negres cavall · d4 blanques cavall · f4 blanques peó · h4 blanques peó · c3 blanques cavall · d3 negres alfil · g3 blanques peó · a2 blanques peó · b2 blanques peó · d2 blanques dama · c1 blanques rei · d1 blanques torre · h1 blanques torre | g8 negres rei · a7 negres peó · g7 negres alfil · g6 negres peó · h6 negres peó · c5 blanques peó · d5 negres dama · b4 negres cavall · d4 blanques cavall · f4 blanques peó · h4 blanques peó · c3 blanques cavall · d3 negres alfil · g3 blanques peó · a2 blanques peó · b2 blanques peó · d2 blanques dama · c1 blanques rei · d1 blanques torre · h1 blanques torre | g8 negres rei · a7 negres peó · g7 negres alfil · g6 negres peó · h6 negres peó · c5 blanques peó · d5 negres dama · b4 negres cavall · d4 blanques cavall · f4 blanques peó · h4 blanques peó · c3 blanques cavall · d3 negres alfil · g3 blanques peó · a2 blanques peó · b2 blanques peó · d2 blanques dama · c1 blanques rei · d1 blanques torre · h1 blanques torre | g8 negres rei · a7 negres peó · g7 negres alfil · g6 negres peó · h6 negres peó · c5 blanques peó · d5 negres dama · b4 negres cavall · d4 blanques cavall · f4 blanques peó · h4 blanques peó · c3 blanques cavall · d3 negres alfil · g3 blanques peó · a2 blanques peó · b2 blanques peó · d2 blanques dama · c1 blanques rei · d1 blanques torre · h1 blanques torre | g8 negres rei · a7 negres peó · g7 negres alfil · g6 negres peó · h6 negres peó · c5 blanques peó · d5 negres dama · b4 negres cavall · d4 blanques cavall · f4 blanques peó · h4 blanques peó · c3 blanques cavall · d3 negres alfil · g3 blanques peó · a2 blanques peó · b2 blanques peó · d2 blanques dama · c1 blanques rei · d1 blanques torre · h1 blanques torre | g8 negres rei · a7 negres peó · g7 negres alfil · g6 negres peó · h6 negres peó · c5 blanques peó · d5 negres dama · b4 negres cavall · d4 blanques cavall · f4 blanques peó · h4 blanques peó · c3 blanques cavall · d3 negres alfil · g3 blanques peó · a2 blanques peó · b2 blanques peó · d2 blanques dama · c1 blanques rei · d1 blanques torre · h1 blanques torre | g8 negres rei · a7 negres peó · g7 negres alfil · g6 negres peó · h6 negres peó · c5 blanques peó · d5 negres dama · b4 negres cavall · d4 blanques cavall · f4 blanques peó · h4 blanques peó · c3 blanques cavall · d3 negres alfil · g3 blanques peó · a2 blanques peó · b2 blanques peó · d2 blanques dama · c1 blanques rei · d1 blanques torre · h1 blanques torre | g8 negres rei · a7 negres peó · g7 negres alfil · g6 negres peó · h6 negres peó · c5 blanques peó · d5 negres dama · b4 negres cavall · d4 blanques cavall · f4 blanques peó · h4 blanques peó · c3 blanques cavall · d3 negres alfil · g3 blanques peó · a2 blanques peó · b2 blanques peó · d2 blanques dama · c1 blanques rei · d1 blanques torre · h1 blanques torre | 2 |
| 1 | g8 negres rei · a7 negres peó · g7 negres alfil · g6 negres peó · h6 negres peó · c5 blanques peó · d5 negres dama · b4 negres cavall · d4 blanques cavall · f4 blanques peó · h4 blanques peó · c3 blanques cavall · d3 negres alfil · g3 blanques peó · a2 blanques peó · b2 blanques peó · d2 blanques dama · c1 blanques rei · d1 blanques torre · h1 blanques torre | g8 negres rei · a7 negres peó · g7 negres alfil · g6 negres peó · h6 negres peó · c5 blanques peó · d5 negres dama · b4 negres cavall · d4 blanques cavall · f4 blanques peó · h4 blanques peó · c3 blanques cavall · d3 negres alfil · g3 blanques peó · a2 blanques peó · b2 blanques peó · d2 blanques dama · c1 blanques rei · d1 blanques torre · h1 blanques torre | g8 negres rei · a7 negres peó · g7 negres alfil · g6 negres peó · h6 negres peó · c5 blanques peó · d5 negres dama · b4 negres cavall · d4 blanques cavall · f4 blanques peó · h4 blanques peó · c3 blanques cavall · d3 negres alfil · g3 blanques peó · a2 blanques peó · b2 blanques peó · d2 blanques dama · c1 blanques rei · d1 blanques torre · h1 blanques torre | g8 negres rei · a7 negres peó · g7 negres alfil · g6 negres peó · h6 negres peó · c5 blanques peó · d5 negres dama · b4 negres cavall · d4 blanques cavall · f4 blanques peó · h4 blanques peó · c3 blanques cavall · d3 negres alfil · g3 blanques peó · a2 blanques peó · b2 blanques peó · d2 blanques dama · c1 blanques rei · d1 blanques torre · h1 blanques torre | g8 negres rei · a7 negres peó · g7 negres alfil · g6 negres peó · h6 negres peó · c5 blanques peó · d5 negres dama · b4 negres cavall · d4 blanques cavall · f4 blanques peó · h4 blanques peó · c3 blanques cavall · d3 negres alfil · g3 blanques peó · a2 blanques peó · b2 blanques peó · d2 blanques dama · c1 blanques rei · d1 blanques torre · h1 blanques torre | g8 negres rei · a7 negres peó · g7 negres alfil · g6 negres peó · h6 negres peó · c5 blanques peó · d5 negres dama · b4 negres cavall · d4 blanques cavall · f4 blanques peó · h4 blanques peó · c3 blanques cavall · d3 negres alfil · g3 blanques peó · a2 blanques peó · b2 blanques peó · d2 blanques dama · c1 blanques rei · d1 blanques torre · h1 blanques torre | g8 negres rei · a7 negres peó · g7 negres alfil · g6 negres peó · h6 negres peó · c5 blanques peó · d5 negres dama · b4 negres cavall · d4 blanques cavall · f4 blanques peó · h4 blanques peó · c3 blanques cavall · d3 negres alfil · g3 blanques peó · a2 blanques peó · b2 blanques peó · d2 blanques dama · c1 blanques rei · d1 blanques torre · h1 blanques torre | g8 negres rei · a7 negres peó · g7 negres alfil · g6 negres peó · h6 negres peó · c5 blanques peó · d5 negres dama · b4 negres cavall · d4 blanques cavall · f4 blanques peó · h4 blanques peó · c3 blanques cavall · d3 negres alfil · g3 blanques peó · a2 blanques peó · b2 blanques peó · d2 blanques dama · c1 blanques rei · d1 blanques torre · h1 blanques torre | 1 |
|   | a | b | c | d | e | f | g | h |   |

25... Df5! 26. Cxd4+ Dxd5! (diagrama) 27. Cc2!
Si 27.Cxd5?? llavors 27...Cxa2#.
27... Axc3 28. bxc3!
Si 28.Dxc3?? llavors 28...Cxa2+ guanya la dama.
28... Dxa2 29. cxb4! 1–0
Si 29.Cxb4?? llavors 29...Db1#.
|   | a | b | c | d | e | f | g | h |   |
| 8 | g8 negres rei · a7 negres peó · g6 negres peó · h6 negres peó · c5 blanques peó · b4 blanques peó · f4 blanques peó · h4 blanques peó · d3 negres alfil · g3 blanques peó · a2 negres dama · c2 blanques cavall · d2 blanques dama · c1 blanques rei · d1 blanques torre · h1 blanques torre | g8 negres rei · a7 negres peó · g6 negres peó · h6 negres peó · c5 blanques peó · b4 blanques peó · f4 blanques peó · h4 blanques peó · d3 negres alfil · g3 blanques peó · a2 negres dama · c2 blanques cavall · d2 blanques dama · c1 blanques rei · d1 blanques torre · h1 blanques torre | g8 negres rei · a7 negres peó · g6 negres peó · h6 negres peó · c5 blanques peó · b4 blanques peó · f4 blanques peó · h4 blanques peó · d3 negres alfil · g3 blanques peó · a2 negres dama · c2 blanques cavall · d2 blanques dama · c1 blanques rei · d1 blanques torre · h1 blanques torre | g8 negres rei · a7 negres peó · g6 negres peó · h6 negres peó · c5 blanques peó · b4 blanques peó · f4 blanques peó · h4 blanques peó · d3 negres alfil · g3 blanques peó · a2 negres dama · c2 blanques cavall · d2 blanques dama · c1 blanques rei · d1 blanques torre · h1 blanques torre | g8 negres rei · a7 negres peó · g6 negres peó · h6 negres peó · c5 blanques peó · b4 blanques peó · f4 blanques peó · h4 blanques peó · d3 negres alfil · g3 blanques peó · a2 negres dama · c2 blanques cavall · d2 blanques dama · c1 blanques rei · d1 blanques torre · h1 blanques torre | g8 negres rei · a7 negres peó · g6 negres peó · h6 negres peó · c5 blanques peó · b4 blanques peó · f4 blanques peó · h4 blanques peó · d3 negres alfil · g3 blanques peó · a2 negres dama · c2 blanques cavall · d2 blanques dama · c1 blanques rei · d1 blanques torre · h1 blanques torre | g8 negres rei · a7 negres peó · g6 negres peó · h6 negres peó · c5 blanques peó · b4 blanques peó · f4 blanques peó · h4 blanques peó · d3 negres alfil · g3 blanques peó · a2 negres dama · c2 blanques cavall · d2 blanques dama · c1 blanques rei · d1 blanques torre · h1 blanques torre | g8 negres rei · a7 negres peó · g6 negres peó · h6 negres peó · c5 blanques peó · b4 blanques peó · f4 blanques peó · h4 blanques peó · d3 negres alfil · g3 blanques peó · a2 negres dama · c2 blanques cavall · d2 blanques dama · c1 blanques rei · d1 blanques torre · h1 blanques torre | 8 |
| 7 | g8 negres rei · a7 negres peó · g6 negres peó · h6 negres peó · c5 blanques peó · b4 blanques peó · f4 blanques peó · h4 blanques peó · d3 negres alfil · g3 blanques peó · a2 negres dama · c2 blanques cavall · d2 blanques dama · c1 blanques rei · d1 blanques torre · h1 blanques torre | g8 negres rei · a7 negres peó · g6 negres peó · h6 negres peó · c5 blanques peó · b4 blanques peó · f4 blanques peó · h4 blanques peó · d3 negres alfil · g3 blanques peó · a2 negres dama · c2 blanques cavall · d2 blanques dama · c1 blanques rei · d1 blanques torre · h1 blanques torre | g8 negres rei · a7 negres peó · g6 negres peó · h6 negres peó · c5 blanques peó · b4 blanques peó · f4 blanques peó · h4 blanques peó · d3 negres alfil · g3 blanques peó · a2 negres dama · c2 blanques cavall · d2 blanques dama · c1 blanques rei · d1 blanques torre · h1 blanques torre | g8 negres rei · a7 negres peó · g6 negres peó · h6 negres peó · c5 blanques peó · b4 blanques peó · f4 blanques peó · h4 blanques peó · d3 negres alfil · g3 blanques peó · a2 negres dama · c2 blanques cavall · d2 blanques dama · c1 blanques rei · d1 blanques torre · h1 blanques torre | g8 negres rei · a7 negres peó · g6 negres peó · h6 negres peó · c5 blanques peó · b4 blanques peó · f4 blanques peó · h4 blanques peó · d3 negres alfil · g3 blanques peó · a2 negres dama · c2 blanques cavall · d2 blanques dama · c1 blanques rei · d1 blanques torre · h1 blanques torre | g8 negres rei · a7 negres peó · g6 negres peó · h6 negres peó · c5 blanques peó · b4 blanques peó · f4 blanques peó · h4 blanques peó · d3 negres alfil · g3 blanques peó · a2 negres dama · c2 blanques cavall · d2 blanques dama · c1 blanques rei · d1 blanques torre · h1 blanques torre | g8 negres rei · a7 negres peó · g6 negres peó · h6 negres peó · c5 blanques peó · b4 blanques peó · f4 blanques peó · h4 blanques peó · d3 negres alfil · g3 blanques peó · a2 negres dama · c2 blanques cavall · d2 blanques dama · c1 blanques rei · d1 blanques torre · h1 blanques torre | g8 negres rei · a7 negres peó · g6 negres peó · h6 negres peó · c5 blanques peó · b4 blanques peó · f4 blanques peó · h4 blanques peó · d3 negres alfil · g3 blanques peó · a2 negres dama · c2 blanques cavall · d2 blanques dama · c1 blanques rei · d1 blanques torre · h1 blanques torre | 7 |
| 6 | g8 negres rei · a7 negres peó · g6 negres peó · h6 negres peó · c5 blanques peó · b4 blanques peó · f4 blanques peó · h4 blanques peó · d3 negres alfil · g3 blanques peó · a2 negres dama · c2 blanques cavall · d2 blanques dama · c1 blanques rei · d1 blanques torre · h1 blanques torre | g8 negres rei · a7 negres peó · g6 negres peó · h6 negres peó · c5 blanques peó · b4 blanques peó · f4 blanques peó · h4 blanques peó · d3 negres alfil · g3 blanques peó · a2 negres dama · c2 blanques cavall · d2 blanques dama · c1 blanques rei · d1 blanques torre · h1 blanques torre | g8 negres rei · a7 negres peó · g6 negres peó · h6 negres peó · c5 blanques peó · b4 blanques peó · f4 blanques peó · h4 blanques peó · d3 negres alfil · g3 blanques peó · a2 negres dama · c2 blanques cavall · d2 blanques dama · c1 blanques rei · d1 blanques torre · h1 blanques torre | g8 negres rei · a7 negres peó · g6 negres peó · h6 negres peó · c5 blanques peó · b4 blanques peó · f4 blanques peó · h4 blanques peó · d3 negres alfil · g3 blanques peó · a2 negres dama · c2 blanques cavall · d2 blanques dama · c1 blanques rei · d1 blanques torre · h1 blanques torre | g8 negres rei · a7 negres peó · g6 negres peó · h6 negres peó · c5 blanques peó · b4 blanques peó · f4 blanques peó · h4 blanques peó · d3 negres alfil · g3 blanques peó · a2 negres dama · c2 blanques cavall · d2 blanques dama · c1 blanques rei · d1 blanques torre · h1 blanques torre | g8 negres rei · a7 negres peó · g6 negres peó · h6 negres peó · c5 blanques peó · b4 blanques peó · f4 blanques peó · h4 blanques peó · d3 negres alfil · g3 blanques peó · a2 negres dama · c2 blanques cavall · d2 blanques dama · c1 blanques rei · d1 blanques torre · h1 blanques torre | g8 negres rei · a7 negres peó · g6 negres peó · h6 negres peó · c5 blanques peó · b4 blanques peó · f4 blanques peó · h4 blanques peó · d3 negres alfil · g3 blanques peó · a2 negres dama · c2 blanques cavall · d2 blanques dama · c1 blanques rei · d1 blanques torre · h1 blanques torre | g8 negres rei · a7 negres peó · g6 negres peó · h6 negres peó · c5 blanques peó · b4 blanques peó · f4 blanques peó · h4 blanques peó · d3 negres alfil · g3 blanques peó · a2 negres dama · c2 blanques cavall · d2 blanques dama · c1 blanques rei · d1 blanques torre · h1 blanques torre | 6 |
| 5 | g8 negres rei · a7 negres peó · g6 negres peó · h6 negres peó · c5 blanques peó · b4 blanques peó · f4 blanques peó · h4 blanques peó · d3 negres alfil · g3 blanques peó · a2 negres dama · c2 blanques cavall · d2 blanques dama · c1 blanques rei · d1 blanques torre · h1 blanques torre | g8 negres rei · a7 negres peó · g6 negres peó · h6 negres peó · c5 blanques peó · b4 blanques peó · f4 blanques peó · h4 blanques peó · d3 negres alfil · g3 blanques peó · a2 negres dama · c2 blanques cavall · d2 blanques dama · c1 blanques rei · d1 blanques torre · h1 blanques torre | g8 negres rei · a7 negres peó · g6 negres peó · h6 negres peó · c5 blanques peó · b4 blanques peó · f4 blanques peó · h4 blanques peó · d3 negres alfil · g3 blanques peó · a2 negres dama · c2 blanques cavall · d2 blanques dama · c1 blanques rei · d1 blanques torre · h1 blanques torre | g8 negres rei · a7 negres peó · g6 negres peó · h6 negres peó · c5 blanques peó · b4 blanques peó · f4 blanques peó · h4 blanques peó · d3 negres alfil · g3 blanques peó · a2 negres dama · c2 blanques cavall · d2 blanques dama · c1 blanques rei · d1 blanques torre · h1 blanques torre | g8 negres rei · a7 negres peó · g6 negres peó · h6 negres peó · c5 blanques peó · b4 blanques peó · f4 blanques peó · h4 blanques peó · d3 negres alfil · g3 blanques peó · a2 negres dama · c2 blanques cavall · d2 blanques dama · c1 blanques rei · d1 blanques torre · h1 blanques torre | g8 negres rei · a7 negres peó · g6 negres peó · h6 negres peó · c5 blanques peó · b4 blanques peó · f4 blanques peó · h4 blanques peó · d3 negres alfil · g3 blanques peó · a2 negres dama · c2 blanques cavall · d2 blanques dama · c1 blanques rei · d1 blanques torre · h1 blanques torre | g8 negres rei · a7 negres peó · g6 negres peó · h6 negres peó · c5 blanques peó · b4 blanques peó · f4 blanques peó · h4 blanques peó · d3 negres alfil · g3 blanques peó · a2 negres dama · c2 blanques cavall · d2 blanques dama · c1 blanques rei · d1 blanques torre · h1 blanques torre | g8 negres rei · a7 negres peó · g6 negres peó · h6 negres peó · c5 blanques peó · b4 blanques peó · f4 blanques peó · h4 blanques peó · d3 negres alfil · g3 blanques peó · a2 negres dama · c2 blanques cavall · d2 blanques dama · c1 blanques rei · d1 blanques torre · h1 blanques torre | 5 |
| 4 | g8 negres rei · a7 negres peó · g6 negres peó · h6 negres peó · c5 blanques peó · b4 blanques peó · f4 blanques peó · h4 blanques peó · d3 negres alfil · g3 blanques peó · a2 negres dama · c2 blanques cavall · d2 blanques dama · c1 blanques rei · d1 blanques torre · h1 blanques torre | g8 negres rei · a7 negres peó · g6 negres peó · h6 negres peó · c5 blanques peó · b4 blanques peó · f4 blanques peó · h4 blanques peó · d3 negres alfil · g3 blanques peó · a2 negres dama · c2 blanques cavall · d2 blanques dama · c1 blanques rei · d1 blanques torre · h1 blanques torre | g8 negres rei · a7 negres peó · g6 negres peó · h6 negres peó · c5 blanques peó · b4 blanques peó · f4 blanques peó · h4 blanques peó · d3 negres alfil · g3 blanques peó · a2 negres dama · c2 blanques cavall · d2 blanques dama · c1 blanques rei · d1 blanques torre · h1 blanques torre | g8 negres rei · a7 negres peó · g6 negres peó · h6 negres peó · c5 blanques peó · b4 blanques peó · f4 blanques peó · h4 blanques peó · d3 negres alfil · g3 blanques peó · a2 negres dama · c2 blanques cavall · d2 blanques dama · c1 blanques rei · d1 blanques torre · h1 blanques torre | g8 negres rei · a7 negres peó · g6 negres peó · h6 negres peó · c5 blanques peó · b4 blanques peó · f4 blanques peó · h4 blanques peó · d3 negres alfil · g3 blanques peó · a2 negres dama · c2 blanques cavall · d2 blanques dama · c1 blanques rei · d1 blanques torre · h1 blanques torre | g8 negres rei · a7 negres peó · g6 negres peó · h6 negres peó · c5 blanques peó · b4 blanques peó · f4 blanques peó · h4 blanques peó · d3 negres alfil · g3 blanques peó · a2 negres dama · c2 blanques cavall · d2 blanques dama · c1 blanques rei · d1 blanques torre · h1 blanques torre | g8 negres rei · a7 negres peó · g6 negres peó · h6 negres peó · c5 blanques peó · b4 blanques peó · f4 blanques peó · h4 blanques peó · d3 negres alfil · g3 blanques peó · a2 negres dama · c2 blanques cavall · d2 blanques dama · c1 blanques rei · d1 blanques torre · h1 blanques torre | g8 negres rei · a7 negres peó · g6 negres peó · h6 negres peó · c5 blanques peó · b4 blanques peó · f4 blanques peó · h4 blanques peó · d3 negres alfil · g3 blanques peó · a2 negres dama · c2 blanques cavall · d2 blanques dama · c1 blanques rei · d1 blanques torre · h1 blanques torre | 4 |
| 3 | g8 negres rei · a7 negres peó · g6 negres peó · h6 negres peó · c5 blanques peó · b4 blanques peó · f4 blanques peó · h4 blanques peó · d3 negres alfil · g3 blanques peó · a2 negres dama · c2 blanques cavall · d2 blanques dama · c1 blanques rei · d1 blanques torre · h1 blanques torre | g8 negres rei · a7 negres peó · g6 negres peó · h6 negres peó · c5 blanques peó · b4 blanques peó · f4 blanques peó · h4 blanques peó · d3 negres alfil · g3 blanques peó · a2 negres dama · c2 blanques cavall · d2 blanques dama · c1 blanques rei · d1 blanques torre · h1 blanques torre | g8 negres rei · a7 negres peó · g6 negres peó · h6 negres peó · c5 blanques peó · b4 blanques peó · f4 blanques peó · h4 blanques peó · d3 negres alfil · g3 blanques peó · a2 negres dama · c2 blanques cavall · d2 blanques dama · c1 blanques rei · d1 blanques torre · h1 blanques torre | g8 negres rei · a7 negres peó · g6 negres peó · h6 negres peó · c5 blanques peó · b4 blanques peó · f4 blanques peó · h4 blanques peó · d3 negres alfil · g3 blanques peó · a2 negres dama · c2 blanques cavall · d2 blanques dama · c1 blanques rei · d1 blanques torre · h1 blanques torre | g8 negres rei · a7 negres peó · g6 negres peó · h6 negres peó · c5 blanques peó · b4 blanques peó · f4 blanques peó · h4 blanques peó · d3 negres alfil · g3 blanques peó · a2 negres dama · c2 blanques cavall · d2 blanques dama · c1 blanques rei · d1 blanques torre · h1 blanques torre | g8 negres rei · a7 negres peó · g6 negres peó · h6 negres peó · c5 blanques peó · b4 blanques peó · f4 blanques peó · h4 blanques peó · d3 negres alfil · g3 blanques peó · a2 negres dama · c2 blanques cavall · d2 blanques dama · c1 blanques rei · d1 blanques torre · h1 blanques torre | g8 negres rei · a7 negres peó · g6 negres peó · h6 negres peó · c5 blanques peó · b4 blanques peó · f4 blanques peó · h4 blanques peó · d3 negres alfil · g3 blanques peó · a2 negres dama · c2 blanques cavall · d2 blanques dama · c1 blanques rei · d1 blanques torre · h1 blanques torre | g8 negres rei · a7 negres peó · g6 negres peó · h6 negres peó · c5 blanques peó · b4 blanques peó · f4 blanques peó · h4 blanques peó · d3 negres alfil · g3 blanques peó · a2 negres dama · c2 blanques cavall · d2 blanques dama · c1 blanques rei · d1 blanques torre · h1 blanques torre | 3 |
| 2 | g8 negres rei · a7 negres peó · g6 negres peó · h6 negres peó · c5 blanques peó · b4 blanques peó · f4 blanques peó · h4 blanques peó · d3 negres alfil · g3 blanques peó · a2 negres dama · c2 blanques cavall · d2 blanques dama · c1 blanques rei · d1 blanques torre · h1 blanques torre | g8 negres rei · a7 negres peó · g6 negres peó · h6 negres peó · c5 blanques peó · b4 blanques peó · f4 blanques peó · h4 blanques peó · d3 negres alfil · g3 blanques peó · a2 negres dama · c2 blanques cavall · d2 blanques dama · c1 blanques rei · d1 blanques torre · h1 blanques torre | g8 negres rei · a7 negres peó · g6 negres peó · h6 negres peó · c5 blanques peó · b4 blanques peó · f4 blanques peó · h4 blanques peó · d3 negres alfil · g3 blanques peó · a2 negres dama · c2 blanques cavall · d2 blanques dama · c1 blanques rei · d1 blanques torre · h1 blanques torre | g8 negres rei · a7 negres peó · g6 negres peó · h6 negres peó · c5 blanques peó · b4 blanques peó · f4 blanques peó · h4 blanques peó · d3 negres alfil · g3 blanques peó · a2 negres dama · c2 blanques cavall · d2 blanques dama · c1 blanques rei · d1 blanques torre · h1 blanques torre | g8 negres rei · a7 negres peó · g6 negres peó · h6 negres peó · c5 blanques peó · b4 blanques peó · f4 blanques peó · h4 blanques peó · d3 negres alfil · g3 blanques peó · a2 negres dama · c2 blanques cavall · d2 blanques dama · c1 blanques rei · d1 blanques torre · h1 blanques torre | g8 negres rei · a7 negres peó · g6 negres peó · h6 negres peó · c5 blanques peó · b4 blanques peó · f4 blanques peó · h4 blanques peó · d3 negres alfil · g3 blanques peó · a2 negres dama · c2 blanques cavall · d2 blanques dama · c1 blanques rei · d1 blanques torre · h1 blanques torre | g8 negres rei · a7 negres peó · g6 negres peó · h6 negres peó · c5 blanques peó · b4 blanques peó · f4 blanques peó · h4 blanques peó · d3 negres alfil · g3 blanques peó · a2 negres dama · c2 blanques cavall · d2 blanques dama · c1 blanques rei · d1 blanques torre · h1 blanques torre | g8 negres rei · a7 negres peó · g6 negres peó · h6 negres peó · c5 blanques peó · b4 blanques peó · f4 blanques peó · h4 blanques peó · d3 negres alfil · g3 blanques peó · a2 negres dama · c2 blanques cavall · d2 blanques dama · c1 blanques rei · d1 blanques torre · h1 blanques torre | 2 |
| 1 | g8 negres rei · a7 negres peó · g6 negres peó · h6 negres peó · c5 blanques peó · b4 blanques peó · f4 blanques peó · h4 blanques peó · d3 negres alfil · g3 blanques peó · a2 negres dama · c2 blanques cavall · d2 blanques dama · c1 blanques rei · d1 blanques torre · h1 blanques torre | g8 negres rei · a7 negres peó · g6 negres peó · h6 negres peó · c5 blanques peó · b4 blanques peó · f4 blanques peó · h4 blanques peó · d3 negres alfil · g3 blanques peó · a2 negres dama · c2 blanques cavall · d2 blanques dama · c1 blanques rei · d1 blanques torre · h1 blanques torre | g8 negres rei · a7 negres peó · g6 negres peó · h6 negres peó · c5 blanques peó · b4 blanques peó · f4 blanques peó · h4 blanques peó · d3 negres alfil · g3 blanques peó · a2 negres dama · c2 blanques cavall · d2 blanques dama · c1 blanques rei · d1 blanques torre · h1 blanques torre | g8 negres rei · a7 negres peó · g6 negres peó · h6 negres peó · c5 blanques peó · b4 blanques peó · f4 blanques peó · h4 blanques peó · d3 negres alfil · g3 blanques peó · a2 negres dama · c2 blanques cavall · d2 blanques dama · c1 blanques rei · d1 blanques torre · h1 blanques torre | g8 negres rei · a7 negres peó · g6 negres peó · h6 negres peó · c5 blanques peó · b4 blanques peó · f4 blanques peó · h4 blanques peó · d3 negres alfil · g3 blanques peó · a2 negres dama · c2 blanques cavall · d2 blanques dama · c1 blanques rei · d1 blanques torre · h1 blanques torre | g8 negres rei · a7 negres peó · g6 negres peó · h6 negres peó · c5 blanques peó · b4 blanques peó · f4 blanques peó · h4 blanques peó · d3 negres alfil · g3 blanques peó · a2 negres dama · c2 blanques cavall · d2 blanques dama · c1 blanques rei · d1 blanques torre · h1 blanques torre | g8 negres rei · a7 negres peó · g6 negres peó · h6 negres peó · c5 blanques peó · b4 blanques peó · f4 blanques peó · h4 blanques peó · d3 negres alfil · g3 blanques peó · a2 negres dama · c2 blanques cavall · d2 blanques dama · c1 blanques rei · d1 blanques torre · h1 blanques torre | g8 negres rei · a7 negres peó · g6 negres peó · h6 negres peó · c5 blanques peó · b4 blanques peó · f4 blanques peó · h4 blanques peó · d3 negres alfil · g3 blanques peó · a2 negres dama · c2 blanques cavall · d2 blanques dama · c1 blanques rei · d1 blanques torre · h1 blanques torre | 1 |
|   | a | b | c | d | e | f | g | h |   |